# 9K115 Metis

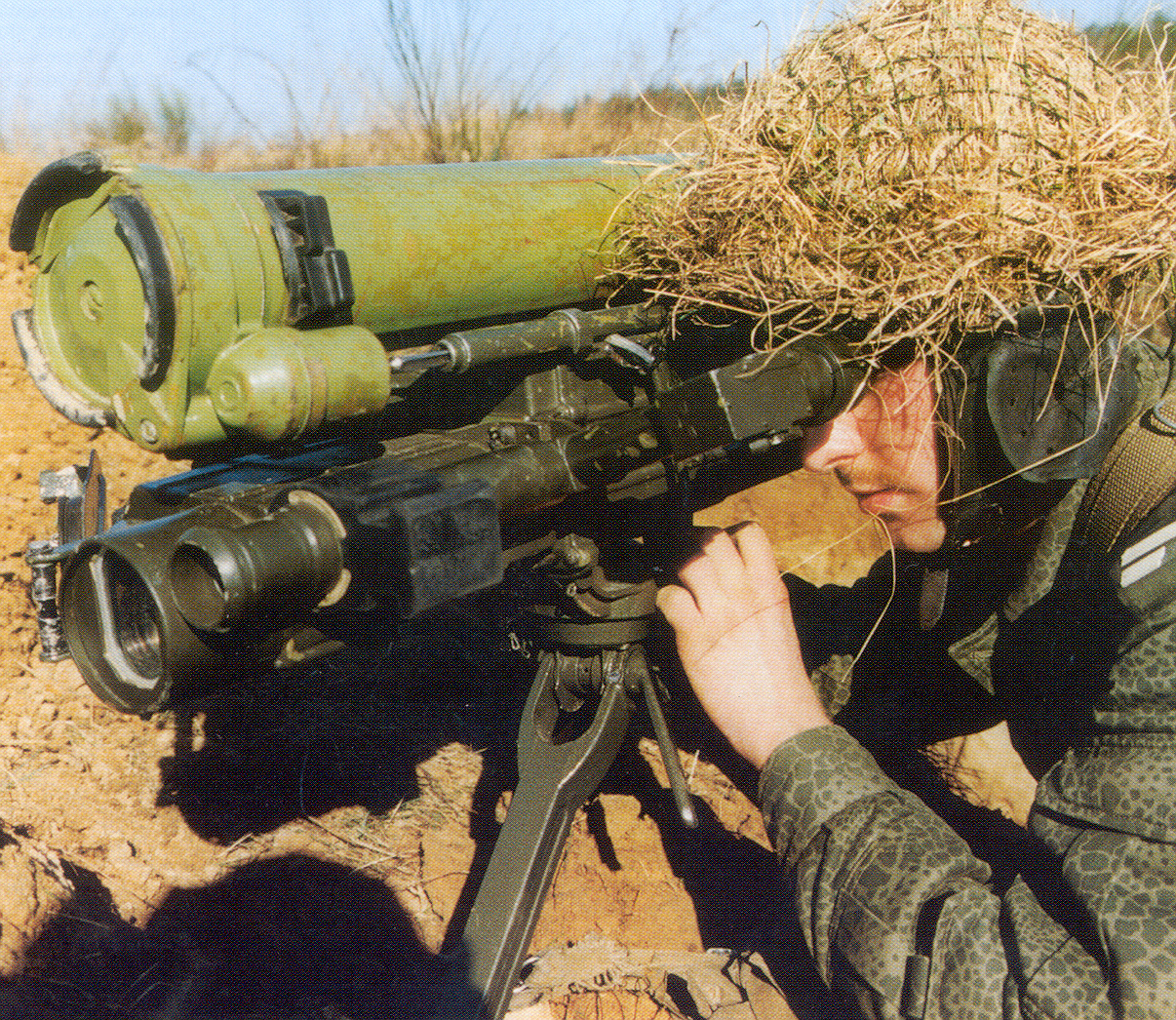
9K115 Metis

9K115 Metis ("mongrel" - chó lai) là một tổ hợp tên lửa chống tăng mang vác dẫn hướng bằng dây SACLOS do Liên Xô chế tạo. Tên ký hiệu của NATO cho tổ hợp này là AT-7 Saxhorn.

## Phát triển
Tổ hợp 9K115 được phát triển bởi Tula KBP. Tổ hợp 9K115 rất giống với tổ hợp 9K111 Fagot (AT-4 Spigot) về vẻ bề ngoài - có cánh thăng bằng chính - tuy nhiên tổ hợp 9K115 nhẹ hơn - chủ yếu do giảm trọng tải nhiên liệu. Điều này giảm tầm bắn tối đa xuống còn 1.000 m.
Trong thập niên 1980 một phiên bản nâng cấp của tổ hợp 9K115 đã được phát triển có tên gọi là 9M131 Metis-M (đôi khi còn gọi là Metis-2). Phiên bản 9M131 cũng phóng chung từ một bệ phóng, tên lửa mới lớn hơn và nặng hơn, trọng lượng đầu nổ cũng lớn hơn và tầm bắn cũng xa hơn. NATO đặt tên mã cho 9M131 là AT-13 Saxhorn-2.

## Lịch sử
Tổ hợp 9K115 được giới thiệu cho quân đội Nga vào năm 1979 nhằm tăng cường hỏa lực diệt tăng cho các đơn vị ngoài tổ hợp 9K111 Fagot (AT-4 Spigot) đã trang bị sẵn. Tổ hợp 9K115 nhẹ hơn so với 9K111, do tổ hợp 9K115 có bệ phóng và tên lửa nhẹ.
Trong biên chế của quân đội Nga, 9K115 được trang bị cho các đại đội súng trường ô-tô, một đại đội sẽ có 3 bệ phóng. Tở hợp 9K115 được vận hành bởi một tổ gồm 2 người, xạ thủ mang theo bệ phóng 9P151 và một tên lửa, trợ thủ mang theo 3 tên lửa nữa.
Giá của phiên bản xuất khẩu năm 1992:
- Tên lửa 9M131 $13.500
- Bệ phóng 9P151 $70.000

## Miêu tả

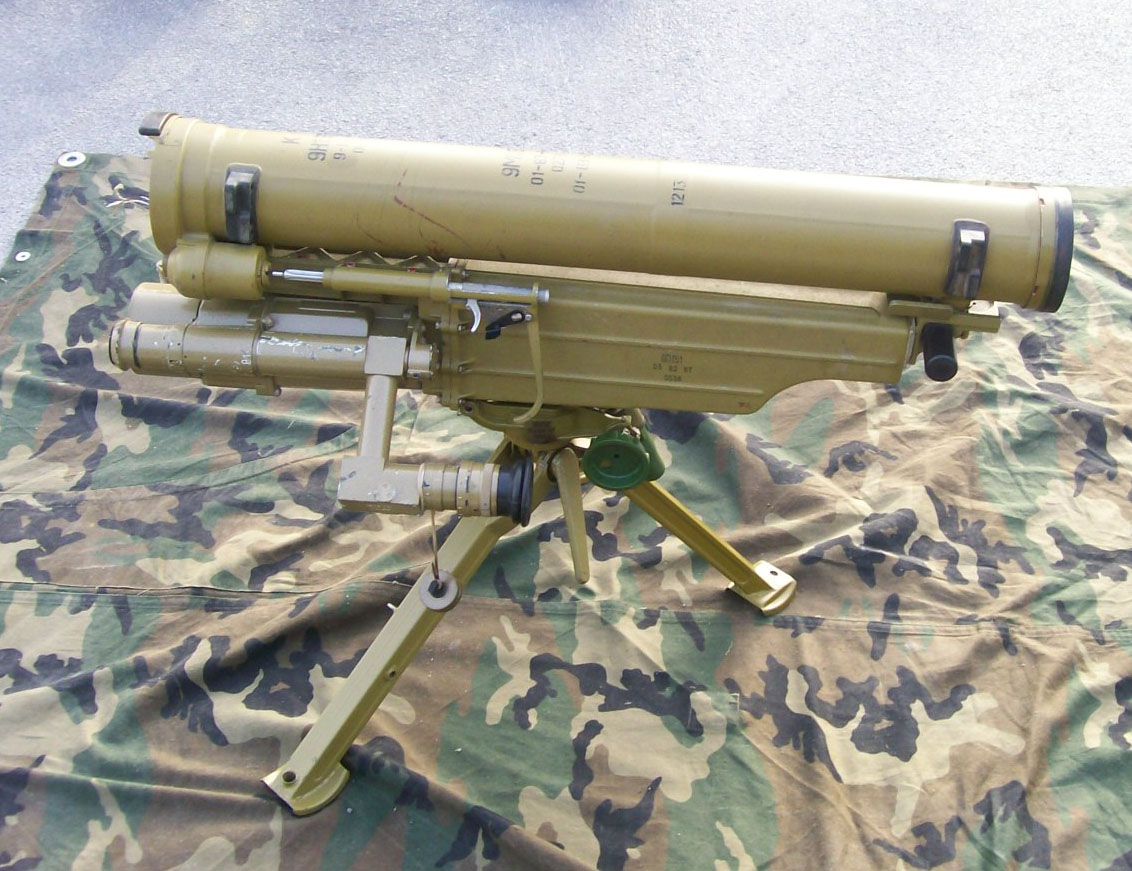
9K115 Metis của Croatia

Tên lửa được phóng đi từ bệ phóng 9P151 - bệ phóng này gồm ống phóng và một giá đỡ 3 chân đơn giản. Tên lửa cũng có thể bắn từ trên lưng- nhưng cách bắn này yêu cầu nhiều kỹ năng của người xạ thủ. Bệ phóng có tổng trọng lượng 10.2 kg. Tên lửa được phóng ra từ ống phóng bởi một động cơ đẩy thay vì một máy phát khí của tổ hợp 9K111 Fagot (AT-4 Spigot), dù cả hai tên lửa của 2 tổ hợp đều được thiết kế bởi cùng một phòng thiết kế. Hệ dẫn hướng 9S816 được cấp nguồn bằng một pin nhiệt gắn vào ống phóng ngay trước khi phóng.
Tên lửa có thể phóng từ một không gian hẹp như một tòa nhà hay hang động, nhưng cần ít khoảng trống ít nhất phía sau là 6 m, và thể tích bên trong ít nhất là 100 m³. Tên lửa có tầm bắn tối thiểu là 140 m, và có thể tấn công mục tiêu đang di chuyển với vận tốc 60 km/h.
Đầu nổ của tên lửa là một đầu đạn lõm HEAT.

## Thông số kỹ thuật (9K115 Metis)
- Dài: 740 mm
- Sải cánh: 300 mm
- Đường kính: 94 mm
- Trọng lượng phóng: 5.5 kg
- Trọng lượng phóng (gồm cả container): 6.3 kg
- Tốc độ: 223 m/s
- Tầm bắn: 40 m - 1 km
- Dẫn hướng: bằng dây kiểu SACLOS
- Đầu nổ: 2.5 kg HEAT 460 mm chống giáp RHA

## Các kiểu
- 9K115 Metis - AT-7 Saxhorn - Trang bị năm 1979.
- 9K115-2 Metis-M - AT-13 Metis-M (9M131 Metis-M) - xem 9K115-2 Metis-M

## Quốc gia sử dụng
Bulgaria
 Croatia
  Hezbollah
 Iran
 Moldova
 Ba Lan
 Nga
 Serbia
 Syria
 Liên Xô (cũ)
 Việt Nam